# Ballochia amoena
Ballochia amoena är en akantusväxtart som beskrevs av Isaac Bayley Balfour. Ballochia amoena ingår i släktet Ballochia och familjen akantusväxter. Inga underarter finns listade i Catalogue of Life.